# Orthopora tomensis
Orthopora tomensis är en mossdjursart som beskrevs av Tolokonnikova 2007. Orthopora tomensis ingår i släktet Orthopora och familjen Rhabdomesidae. Inga underarter finns listade i Catalogue of Life.